# Oliveira do Mondego
Oliveira do Mondego is een plaats (freguesia) in de Portugese gemeente Penacova en telt 734 inwoners (2001).